# Ulica Białostocka w Warszawie
Ulica Białostocka – ulica w dzielnicy Praga-Północ w Warszawie.

## Historia
Ulica Białostocka to dawna droga narolna wsi Targówek. W 1889 została włączona do Warszawy i uregulowana, pierwotnie tylko przy ul. Radzymińskiej, później przebita w kierunku ul. Targowej. Z racji równoległego położenia do torów kolei warszawsko-petersburskiej nosiła w okresie Królestwa Polskiego nazwę Objazdowa.
W okresie przed I wojną światową ulica została niezbyt gęsto zabudowana kamienicami czynszowymi. Od południowej strony graniczył z nią mur wzniesionej z końcem XIX wieku Rektyfikacji Warszawskiej. Okres międzywojenny to intensyfikacja zabudowy, powstały tu kamienice i domy o przeciętnym standardzie wykończenia i architekturze. 
W czasie II wojny światowej uległa zniszczeniu zabudowa północnej strony ulicy granicząca z torami kolejowymi.
Po wojnie otwarto ponownie stację Warszawa Wileńska. W latach 50, w parterowym budynku magazynowym przy ulicy Białostockiej urządzono dworzec z kasami PKP i PKS i poczekalnią w holu głównym. Wejścia na dworzec były od strony peronów przy al. Świerczewskiego (od 1991 al. „Solidarności”) i od strony Białostockiej, gdzie istniały przystanki dla autobusów. PKS obsługiwał głównie połączenia w kierunku Radzymina i jego okolic wraz z połączeniami w kierunku otwartego w latach 70. Zalewu Zegrzyńskiego. Po zbudowaniu centrum handlowego zatoki przystankowe zostały przeniesione na drugą stronę dworca kolejowego, przy al. „Solidarności” a nowy dworzec przeznaczony wyłącznie do obsługi ruchu kolejowego. W miejscu dawnego dworca powstała boczna ściana Centrum Handlowego Warszawa Wileńska (od 2015 Galeria Wileńska), z wejściem dla pieszych, wjazdem na wielopoziomowy parking dla klientów i wjazdem dla samochodów dostawczych.
W latach 1982–1986 powstały 3 bloki mieszkalne przy ul. Białostockiej (Białostocka 7, 9 i 11) tzw. Kolonia Białostocka po północnej stronie ulicy.
W 2002 ukończona została po północnej stronie ulicy budowa centrum handlowego mieszczącego stację Warszawa Wileńska.
Wzdłuż południowej części ulicy, na terenie dawnej Warszawskiej Wytwórni Wódek „Koneser”, powstał kompleksu budynków mieszkalnych, biurowych i handlowych – Centrum Praskie Koneser

## Ważniejsze obiekty
- Kamienica Cymermanów (1910–1913), odrestaurowana w 1993, siedziba Oddziału Wojewódzkiego Polskiego Związku Głuchych (nr 4)
- Warsztaty firmy Krzysztof Brun i Syn (nr 22)
- Warszawska Wytwórnia Wódek „Koneser”, obecnie Centrum Praskie Koneser, siedziba m.in. Muzeum Polskiej Wódki